# Язджи, Ливаа
Ливаа Язджи (Лива Язаджи, Языджи или Язиджи, на иностранных языках произносится также Язи, араб. لواء يازجي‎; род. 1977, Москва, СССР) — сирийская деятельница театра и кино: драматург, режиссёр, сценарист, актриса, поэтесса и писательница. Её произведения, написанные на арабском языке, ставятся в оригинале в арабских государствах и в английских переводах в Великобритании и США.

## Ранние годы
Язджи родилась в семье художника Хайдара Язиджи (1946—2014),  основавшего первый отдел мультфильмов на сирийском телевидении, и гинеколога Сальвы Абдуллы (род. 1953), занимавшей в баасистском правительстве посты министра по делам организаций и профсоюзов (2016—2020) и социальной политики и труда (2020—2021). Раннее детство Ливаа Язджи провела в Москве, где её родители завершали свое образование (например, отец провёл в СССР 11 лет и закончил Всесоюзный государственный институт кинематографии). Семья вернулась в Сирию в начале 1980-х годов и несколько лет прожила в городе Алеппо, прежде чем переехать в Дамаск, где Ливаа закончила начальную, подготовительную и среднюю школу. Затем она изучала английскую литературу в Дамасском университете (1995—1998) и получила диплом по литературоведению (1998—1999). С 1999 по 2003 год она обучалась на театральном факультете Высшего института драматического искусства в Дамаске.

## Карьера
С 2003 года она работала драматургом и помощником режиссёра в нескольких театральных проектах в Дамаске. В 2007 году она работала в Генеральном комитете культурной столицы арабских стран 2008 года в Дамаске, где отвечала за планирование театральных и танцевальных представлений для культурной программы года. После этого она занималась творческими писательскими проектами для театра и телевидения, будучи сценаристом в нескольких панарабских продюсерских компаниях.
Когда в 2011 году в Сирии разразилась гражданская война, Ливаа начала работу над своим первым полнометражным документальным фильмом «Призраки», выпущенным в 2014 году. В 2016 году она сначала перебралась в Бейрут, а затем в Берлин. С 2012 года Язджи также является членом правления сирийской некоммерческой культурной организации Ettijahat — Independent Culture.
Творчество Язджи отмечено её размышлениями о жестокостях войны на её родине, её положением как выступающей против этой войны интеллектуалки, многие члены семьи которой остались в Сирии. Также на нём отразились традиции политического и сюрреалистического театра, представленные, в частности, Бертольтом Брехтом и Эдвардом Бондом, чью пьесу «Спасённые» она перевела на арабский язык в 2015 году.
Если я решу прекратить писать,  это будет означать, что враг — или, скажем так, диктатура — сумела заставить меня замолчать, независимо от того, нахожусь ли я внутри страны или за ее пределами, [...] Так что это своего рода борьба с самоцензурой и собственными страхами.
— Ливаа Язджи

## Произведения
Здесь в парке
Это её первая пьеса, опубликованная (издательством Mamdouh Adwan Publishing House в Дамаске) в мае 2012 года, хотя изначально она была написана между 2007 и 2009 годами.
С миром мы покидаем дом
Сборник поэзии, вышедший в 2014 году в Бейруте (Ливан). Перевод трёх стихотворений из сборника был опубликован на английском языке CEC ArtsLink и театром Мартина Э. Сигала в Нью-Йорке в 2017 году после того, как поэтесса была приглашена на резиденцию в Дом поэтов в Нью-Йорке.
Братья
Драматический сериал из 100 серий по сценарию Ливаа Язджи и Мохаммеда Абу Лабана. Впервые транслировался в 2014 году на телеканале Абу-Даби, а затем распространялся по различным панарабским каналам.
Преследуемые
Полнометражный документальный фильм, написаный, спродюсированный и срежиссированный Язджи. Вышел в 2014 году при поддержке фонда Генриха Бёлля. Фильм ведёт зрителя в сюрреалистическое путешествие по жизням девяти человек, вынужденных покинуть свои жилища и стать либо внутренне перемещенными лицами в Сирии, либо беженцами, ищущими убежища в Ливане.
Фильм получил «Специальное упоминание» на своей премьере на Марсельском фестивале документального кино в 2014 году и бронзовую награду «Аль-Ваха» на фестивале GIGAF в Тунисе в 2016 году. Фильм также гастролировал на других международных фестивалях, включая DocuDays в Киеве.
Козы
Сюрреалистическая пьеса о жителях деревни, получающих козу от местного мэра в качестве компенсации за своих сыновей, погибших в гражданской войне. Перевод на английский язык был осуществлён в 2017 году Кэтрин Холлс и после первого чтения в Королевском придворном театре в Лондоне там же в декабре 2017 года состоялась премьера. Пьеса прозвучала на Международном театральном фестивале PEN World Voices 2018 года в Нью-Йорке и на арабском языке в театре Хашаби в Хайфе в феврале 2019 года.
Q & Q (Вопросы и вопросы)
Пьеса о дебатах по поводу родов в условиях насилия, заказанная театром Royal Exchange в Манчестере. Впервые пьеса транслировалась на радио BBC, а её инсценировка состоялась на фестивале B!rth в 2016 году. Она также была представлена на Международной конференции женщин-драматургов в Чили в 2018 году и Эдинбургском международном фестивале 2017 года с читками в театрах, академиях и медицинских учреждениях.
В ожидании гостей
Короткая пьеса, впервые опубликованная в журнале «Index on Censorship» в 2018 году. В ней рассказывается о женщине, преследуемой государством из-за своих произведений. Таким образом, ей предстоит сделать сложный выбор: либо быть убитой солдатами, либо убить себя и свою семью до их прибытия.

## Сотрудничества
Тело б/у (Second-hand body)
Проект, курируемый фестивалем «Танцы на грани» в Амстердаме в 2019 году, где был представлен поэтический монолог Язджи «Яблоки моей бабушки».
Кашаш
Кураторская платформа «Syrian Sixth Space», созданная Альмой Салем в 2017 году, объединила 22 сирийских деятелей культуры, которые в настоящее время проживают в 10 странах мира: Канаде, Соединенных Штатах Америки, Германии, Франции, Великобритании, Турции, Ливане, ОАЭ, Нидерландах и Сирии. Проходя в Нидерландах, платформа публично представила многомерное пространство, вдохновленное и основанное на сирийской традиции кашаш (голубеводства). Язджи приняла в ней участие с рассказом под названием «Птицы тоски».
Раскрывать
«Приключение в активной реальности», действие которого происходит в городке Кингс-Линн, декабрь 2018 года. Язджи приняла участие с лирической поэмой «История Майи», положенной на музыку британского композитора Сэнди Наттгенса, с иллюстрациями Джо Маги и исполнением Бекки Банатвалы.
Песни на будущее
Музыкально-поэтический проект с участием сирийских музыкантов Кинана Азмеха, Димы Оршо и виолончелиста Кинан Абу-Афача, а также пианистки Ленор Дэвис и поэтов Лукмана Дерки, Мохаммада Абу-Лабана, Ливаа Язджи и других. Вклад Язджи носил название «Взгляд».
Окна души — История Сирии
Сирийский фильм режиссёров Аллит Хаджо и Аммара Алани (2010/2011), с Язджи в качестве помощника режиссёра.
Сентябрьский дождь
Фильм, снятый сирийским режиссёром Абдельлатифом Абдельхамидом в 2009/2010 годах. Язджи сыграла в фильме одну из ролей.
Heim
При поддержке гранта на разработку сериалов института кино Дохи 2019 года Язджи стала соавтором сценария телесериала под названием «Heim» (в переводе с немецкого — дом или убежище), который рассказывает о жизни беженцев в Темпельхоф-Хайме в Берлине.